# Alessandro Cappabianca
Alessandro Cappabianca (* 24. März 1937 in Rom; † 23. Juni 2025) war ein italienischer Architekt, Architektur-, Kunst- und Filmkritiker sowie Semiotiker und Hochschullehrer.

## Leben
Alessandro Cappabianca war Architekt, Kunstkritiker und Filmkritiker. Cappabianca lehrte Semiologie an der Fakultät für Architektur an der Universität Florenz. In den 1970er Jahren gehörte er zu den Herausgebern der Reihe «Cinema e informazione visiva» (Kino und visuelle Information) des Verlags Mazzotta in Mailand. Er gehörte zu den Gründern der Zeitschrift «Fiction. Cinema e pratiche dell’immaginario» (1977–80, zusammen mit Ellis Donda, Michele Mancini, Giuseppe Perrella und Renato Tomasino) und war unter anderem als Vorstand bei «Filmcritica» tätig.
Cappabianca war ebenso als ausgebildeter Architekt für wichtige Architekturzeitschriften tätig, wie etwa «Casabella» , «La città di Riga», «Rivista d'arte», «Spirali» und hat Bücher wie „Distruggere l’architettura“ (1979) veröffentlicht.
Er verfasste Monografien über Billy Wilder, Erich von Stroheim, Roman Polański, Antonin Artaud und Carmelo Bene. Weitere Beiträge von ihm finden sich unter anderem in Tagungsbänden und Sammelbänden, die sich mit Filmkulissen, der Darstellung der Stadt im Kino und Regisseuren wie Oleksandr Dowschenko, Michelangelo Antonioni, Max Ophüls, Martin Scorsese, Clint Eastwood, Fritz Lang, Blake Edwards, Stanley Donen, John Boorman, Raúl Ruiz und weiteren befassen.
Alessandro Cappabianca starb am 23. Juni 2025 im Alter von 88 Jahren.